# 王炜一
王炜一（1974年1月31日—），中国男子射击運動員。

## 簡介
2012年，王炜一代表中国出戰英國倫敦舉行的奥林匹克运动会射擊比賽男子50米步槍臥射賽事。